# Razbora szklista
Razbora szklista (Rasbora trilineata) – gatunek słodkowodnej ryby z rodziny karpiowatych (Cyprinidae), spotykany w hodowlach akwariowych.

## Występowanie
Zasięg występowania w warunkach naturalnych obejmuje Azję Południowo-Wschodnią (Malezja, Indonezja, Sumatra i Borneo).

## Zachowanie
Jest towarzyską, stadną ryba. W zbiorniku powinny być trzymane minimum 4 osobniki. Zajmuje górne i środkowe partie akwarium.

## Pożywienie
Przyjmuje każdy rodzaj pokarmu.

## Wygląd
W naturze dorasta do 13 cm długości, w akwarium mniejsza.

## Rozmnażanie
Rozmnażanie w akwarium jest trudne. Wymaga wody bardzo miękkiej, filtrowanej przez torf.
Wymaga bardzo czystego, dużego akwarium tarliskowego z wodą bardzo miękką i kwaśną oraz niskim poziomem wody. Powinna mieć zapewnione bardzo dużo roślin wodnych (np. mech jawajski), na których składa ikrę. Tarło odbywa się grupowo lub parami. Po tarle należy wyłowić tarlaki, gdyż zjadają ikrę. Larwy wykluwają się po 24 h i przyjmują pył i artemię.
| Zalecane warunki w akwarium | Zalecane warunki w akwarium                                            |
| --------------------------- | ---------------------------------------------------------------------- |
| Zbiornik                    | duży, z dużą ilością wolnego miejsca do pływania z roślinami po bokach |
| Temperatura wody            | 23–25 °C                                                               |
| Twardość wody               | miękka do średnio twardej, poniżej 12 dGH                              |
| Skala pH                    | 5,5–7,0 zalecana filtracja wody przez torf                             |
| Pokarm                      | każdy dostępny, żywy i suchy                                           |